# 三谷英夫
三谷 英夫（みたに ひでお、1939年7月4日- ）は、日本の歯科医師・歯学者。前東北大学副総長、東北大学歯学部学部長。

## 経歴
1958年に大阪府立天王寺高等学校、1964年に大阪歯科大学卒業後、1969年にイリノイ大学大学院歯学研究科修士課程を修了。以後、東京医科歯科大学歯学部附属病院矯正科医員（1969年）、東京医科歯科大学歯学部矯正科助手（1971年）、イリノイ大学歯学部歯科矯正学講座助教授（1972年）、主任教授代行（1973年）、東北大学歯学部附属病院矯正科講師（1977年）、東北大学歯学部歯科矯正学講座助教授(1978年）を経て1984年東北大学歯学部歯科矯正学講座教授に就任。
1995年には東北大学歯学部学部長・大学院歯学研究科研究科長に、2000年11月には東北大学副総長に就任。2003年に定年退官した。

## 著書
- Earl W.Renfroe『エッヂワイズ法』訳 三谷英夫、書林、1977年6月。 NCID BN04360105。
- Raymond C. Thurow『アトラス歯科矯正学の基本理論』訳 三谷英夫、書林、1979年6月。 NCID BN00708622。
- Robert M. Riketts 他『生発達治療法 : 歯科矯正学 : バイオプログレッシブ セラピィ』訳 三谷英夫、ロッキーマウンテン モリタ、1980年6月。 NCID BN08245798。
- 桑原聡、三谷英夫 著「第6章 顎関節症 小児 各論 顎関節症を伴う若年者不正咬合に対する矯正学的対応」、藍稔、岡達 編『顎関節症　治療のポイント50』医歯薬出版〈月刊「歯界展望」別冊〉、1990年8月。 NCID BN09925787。
- 三谷, 春保、関根, 弘、三谷, 英夫 編『咬合の生涯維持』クインテッセンス出版〈別冊　ザ・クインテッセンス〉、1992年1月10日。ISBN 978-4-87417-373-2。 NCID BN07046297。
- 三谷英夫 著「3．生理的視点からの臨床における咬合  歯科矯正学から生理的咬合を考える―咬合形成とその安定性にかかわる生理的条件―」、川添, 堯彬、川和, 忠治、森本, 俊文 編『生理的咬合へのアプローチ』医歯薬出版〈歯界展望 別冊〉、1992年8月。 NCID BN15789457。
- 坂東, 永一、三谷, 英夫、上村, 修三郎 ほか 編『アドバンスシリーズ〔2〕顎機能障害 新しい診断システムと治療指針』医歯薬出版、1993年12月。ISBN 978-4-263-45162-5。 NCID BN10200759。
- 三谷, 春保、関根, 弘、三谷, 英夫 編『咬合に関する社会の認識と歯学の進歩』クインテッセンス出版〈別冊　ザ・クインテッセンス〉、1994年2月10日。ISBN 978-4-87417-436-4。 NCID BN10784252。
- 菅原準二、川村仁『現代外科的矯正治療の理論と実際』監修 三谷英夫、東京臨床出版、2000年10月。 NCID BA49396952。
- 三谷英夫『青葉もゆる : わが、みちのく奮闘記』笹気出版、2013年6月。 NCID BB13637125。
- 三谷英夫『矯正歯科治療エッジワイズ法入門』東京臨床出版、2015年6月。ISBN 9784887000766。 NCID BB18929740。
- 三谷英夫『矯正治療のためのアトラス咬合と顎顔面頭蓋のバイオメカニクス』東京臨床出版、2015年10月。ISBN 9784887000780。 NCID BB2004648X。

### 科学研究費補助金研究成果報告書
- 研究代表者 三谷英夫『骨代謝における血小板活性化因子(PAF)の役割に関する研究』〈科学研究費補助金(一般研究C)研究成果報告書〉1989年3月。 NCID BB12415671。
- 研究代表者 三谷英夫『骨改造機構における骨芽細胞と骨髄細胞の相互作用因子の解析』〈科学研究費補助金(一般研究C)研究成果報告書〉1991年3月。 NCID BB12204257。
- 研究代表者 三谷英夫『破骨細胞の分化誘導過程における接着因子発現の役割の解明』〈科学研究費補助金(一般研究C)研究成果報告書〉1993年3月。 NCID BB11907681。
- 研究代表者 三谷英夫『改良型MD(CXD)法を用いた骨塩定量と下顎残余成長量の予測』〈科学研究費補助金(一般研究(B))研究成果報告書〉1995年3月。 NCID BB11025321。
- 研究代表者 三谷英夫『ポジトロンCT(PET)を用いた不正咬合者の咀嚼運動時脳血流動態の解析』〈科学研究費補助金基盤研究(C)(2)研究成果報告書〉1997年3月。 NCID BB10670022。
- 研究代表者 三谷英夫『矯正治療に伴う歯根吸収のリスクファクターの診断法と予防法に関する総合的研究』〈科学研究費補助金(基盤研究(A)(2))研究成果報告書〉1998年3月。 NCID BB02785095。
- 研究代表者 三谷英夫『歯根膜における一酸化窒素の役割に関する研究』〈科学研究費補助金(基盤研究(B)(1))研究成果報告〉2000年3月。 NCID BB03027026。
- 研究代表者 三谷英夫『メカニカルストレスによる歯根膜細胞におけるMMPsの発現とその制御機構』〈科学研究費補助金基盤研究(C)(2)研究成果報告書〉2002年3月。 NCID BB06349845。
- 研究代表者 三谷英夫『軟骨細胞のメカニカルストレス応答における細胞接着・細胞内情報伝達分子の相互作用』〈科学研究費補助金(基盤研究(B)(2))研究成果報告書〉2002年3月。 NCID BB06368395。

## 所属学会
- 日本歯科医学会
- 歯科基礎医学会
- 日本小児外科学会
- 日本矯正歯科学会
- 日本顎変形症学会
- 日本歯科医学教育学会
- 日本口腔科学会 名誉会員[2]
- 国際歯科研究学会
- 日本顎関節学会
- 日本口蓋裂学会
- World Federation of Orthodontists
- American Association of Orthodontists他